# Nikos Dabizas
Nikolaos Dabizas (griechisch Νικόλαος Νταμπίζας, * 3. August 1973 in Amynteo) ist ein ehemaliger griechischer Fußballspieler.

## Karriere

### Verein
Dabizas wechselte im Sommer 1991 zur ersten Mannschaft von Pontion Verias. Insgesamt spielte er drei Spielzeiten dort, bevor er im Juli 1994 innerhalb Griechenlands zu Olympiakos Piräus wechselte. Hier spielte er insgesamt vier Jahre in der höchsten Spielklasse Super League. In seiner ersten Spielzeit bei Piräus debütierte er auch im internationalen Vereinsfußball (UEFA-Pokal 1994/95). 1997 wurde er Meister mit Piräus.
In der Spielzeit 1997/98 kam er erstmals in der UEFA Champions League zum Einsatz. Er spielte fünf von sechs Gruppenspielen. In der Partie am 22. Oktober 1997 gelang ihm bei der 1:5-Niederlage gegen Real Madrid sein einziger Treffer in diesem Wettbewerb.
Am 1. Januar 1998 wechselte Dabizas in die englische Premier League zu Newcastle United. In seinen ersten beiden Jahren (1998 und 1999) erreichte er mit Newcastle jeweils das Finale im FA Cup.
Nach sechs Jahren im Januar 2004, wechselte er zum Ligakonkurrenten Leicester City. Am Ende der Saison stieg er mit Leicester in die Football League Championship (2. Liga) ab. Nach dem Ende der Spielzeit 2004/05 verließ Dabizas nach anderthalb Jahren Leicester City.
Er kehrte im Sommer nach Griechenland zu AE Larisa zurück, gewann dort 2007 den griechischen Fußballpokal und nahm in der darauffolgenden Saison am UEFA-Pokal 2007/08 teil. Nach den Qualifikationsrunden traf AE Larisa in der Gruppenphase u. a. auf den 1. FC Nürnberg und den späteren Sieger Zenit Sankt Petersburg.
Sein letztes Spiel als Profi bestritt er bei der 0:6-Niederlage gegen Olympiakos Piräus am 17. April 2011, dem 30. Spieltag.

### Nationalmannschaft
Sein Debüt in der A-Nationalmannschaft feierte er am 12. Oktober 1994 beim Qualifikationsspiel zur Fußball-Europameisterschaft 1996 gegen Finnland.
Dabizas gehörte zum 23-köpfigen Kader der die Fußball-Europameisterschaft 2004 in Portugal gewann, blieb allerdings ohne Einsatz. Letztmals stand er am 8. September 2004 beim 0:0 gegen die Türkei im Qualifikationsspiel zur WM 2006 im Kader, kam jedoch nicht zum Einsatz.

## Erfolge
- Griechischer Meister: 1997
- FA-Cup-Finalist: 1998 und 1999
- Europameister: 2004
- Griechischer-Fußballpokal-Sieger: 2007